# وتيد ربيعي
الوتيد الربيعي (الاسم العلمي:Paxillus vernalis) هو نوع من الفطريات يتبع جنس الوتيد من الفصيلة الوتيدية.